# Regulación de carga
La regulación de carga es la capacidad que tiene una fuente de alimentación de regular la tensión solicitada con independencia de la corriente que se le sea solicitada.
Es decir, una fuente no debe variar la tensión eléctrica que se le haya requerido independiente de que no haya carga (por ejemplo sin nada conectado a la fuente) o haya la máxima admitida por la fuente (por ejemplo un motor con mucha carga).